# Dub u Libocké brány v oboře Hvězda
Dub u Libocké brány v oboře Hvězda je jediným památným dubem v oboře Hvězda, přestože tu mají dubové porosty z dřevin největší zastoupení (57 %). Dub zimní (Quercus petraea) s křivolakými větvemi roste vpravo od hlavní cesty od Libocké brány k letohrádku, kousek za skupinou jírovců a před velkým dětským hřištěm vybudovaným v roce 2019.

## Základní údaje
- rok vyhlášení: 2002[2]
- odhadované stáří: 165 let (v roce 2016)
- obvod kmene: 345 cm (2001), 352 cm (2009), 356 cm (2013)
- výška: 18 m (2001), 18 m (2009)
- výška koruny: 16 m (2001)
- šířka koruny: 16 m (2001)

## Stav stromu
Dub je až na několik suchých větví ve výborném stavu, ošetřovaný.

## Další zajímavosti
Při vyhlášení za památný strom v roce 2002 byl tento dub zapsán jako dub letní a je takto oficiálně veden i v databázi Agentury ochrany přírody a krajiny, tedy v Digitálním registru ÚSOP. Podle aktualizace z roku 2015 je ale i tam v oddíle "Údaje o jedincích" uveden jako „Quercus petraea (Mattuschka) Liebl. (dub zimní)“, a této botanické klasifikaci nasvědčují i v registru připojené fotografie listů – jsou zřetelně řapíkaté. V tom případě je jediným zástupcem svého druhu mezi památnými stromy Prahy.
V oboře Hvězda jsou i další pozoruhodné stromy: buk u Břevnovské brány, buk dvoják, buk pod letohrádkem a u Libocké brány ještě skupina jírovců.
Nejbližšími zastávkami pražské MHD jsou stanice Obora Hvězda a Vypich.

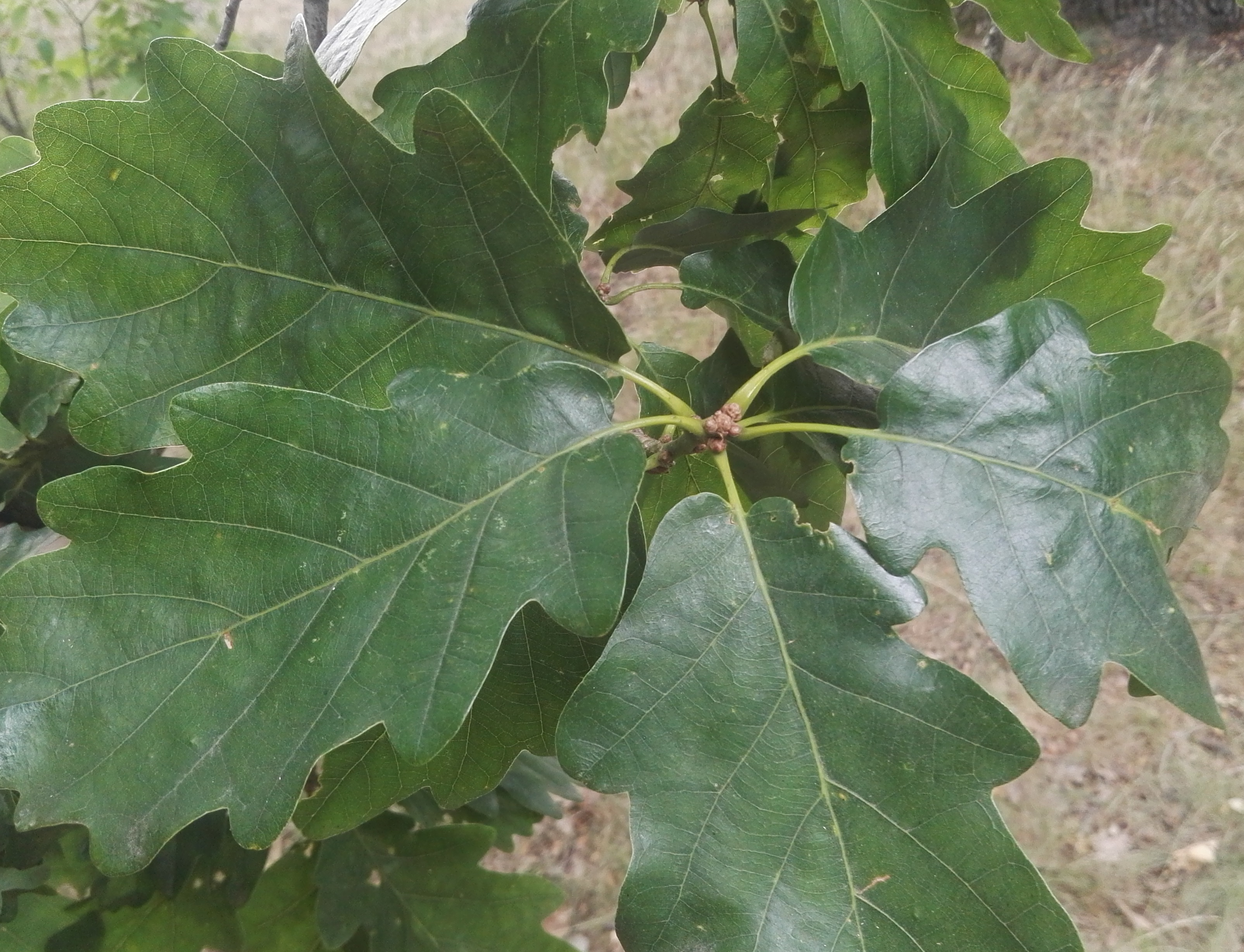
Listy dubu, 2019